# Dactah Chando
Dactah Chando (* 29. Mai 1976 in Almáciga Anaga, Teneriffa, Kanarische Inseln) ist ein spanischer Reggae- und Dancehall-Sänger.

## Leben
Dactah Chando begann seine Karriere 1998 mit lokalen Sounds und war Gründer des ersten Sound-Systems – Da King Crew – mit einem Selectah und mehreren jungen Nachwuchstalenten der kanarischen Reggae-Szene.
Schnell eroberte er sich einen Namen im Nationalen Reggae-Clash in Spanien. 2006 veröffentlichte er sein erstes Album auf Teneriffa mit Binghiman Records und tourte in Südamerika, vor allem in Venezuela. Dort baute er sich eine beachtliche Fanbasis auf.
Durch seinen Surfer-Freund Ingo Pötsch, Chef des Labels Achinech Productions, wirkte er mit dem Produzenten und Schlagzeuger Toby Nambur und dem Frontmann der Reggae-Formation Six Nation bei dem Surf-Reggae-Dancehall-Video  Surf Is My Life mit. Schnell bot Pötsch, von seiner Neuentdeckung überzeugt, ihm 2008 einen Plattenvertrag mit Achinech Productions für sein erstes internationales Debüt-Album an. Der Produzent Toby Nambur und Dactah Chando komponierten 15 Tracks, die der bekannte Produzent aus Köln, Guido Craveiro, aufpolierte, teilweise umkomponierte und zu einem internationalen Top-Album mit Tanya Stephens, Luciano, Louie Culture, Gyptian und Alborosie avancieren ließ. Guido Craveiro öffnete Dactah Chando die Türen zur deutschen Top-Reggae-Szene, Dellé SEEED. Live war Dactah Chando zweimal mit dem Sänger Frank Dellé auf der Bühne. Er durfte sogar einen Riddim von Peter Fox (Schwarz zu Blau) DAT DAY covern. Sein Debüt-Album CLARA wurde international bei Achinech Productions veröffentlicht. Seit 2011 tourt Dactah Chando mit seiner top-Band, bestehend aus internationalen Top-Musikern aus diesem Genre, innerhalb von Europa und spielte auch auf so großen Festivals wie dem Rototom Sunsplash in Benicàssim in Spanien oder dem Ostróda Reggae Festival in Polen oder dem Summerjam in Köln.
Er veröffentlichte 2019 sein siebtes Album und tourt weiter auf internationaler Ebene.